# Through the Barricades
Through the Barricades är Spandau Ballets femte studioalbum, utgivet den 17 november 1986. Albumet utgavs på LP, CD och kassett. Through the Barricades nådde sjunde plats på UK Albums Chart.

## Låtlista
Alla låtar är skrivna och komponerade av Gary Kemp. 
| Nr | Titel                     | Längd |
| -- | ------------------------- | ----- |
| 1. | Barricades ‒ Introduction | 1:17  |
| 2. | Cross the Line            | 4:07  |
| 3. | Man in Chains             | 5:40  |
| 4. | How Many Lies?            | 5:21  |
| 5. | Virgin                    | 4:23  |
| 6. | Fight for Ourselves       | 4:22  |
| 7. | Swept                     | 4:53  |
| 8. | Snakes and Lovers         | 4:36  |
| 9. | Through the Barricades    | 5:58  |

## Medverkande
Spandau Ballet
- Tony Hadley – sång, bakgrundssång
- Gary Kemp – gitarr
- Martin Kemp – basgitarr
- John Keeble – trummor
- Steve Norman – percussion, saxofon

Övriga
- Toby Chapman – keyboard, synthesizer
- Ruby James – bakgrundssång
- Shirley Lewis – bakgrundssång
- Helena Springs – bakgrundssång